# Юрцен Михайло Іванович
Михайло Іванович Юрцен (1880, садиба Квіге волості Неретас Курляндської губернії, тепер Латвія — розстріляний 1 вересня 1938, місто Москва, тепер Російська Федерація) — радянський партійний діяч, голова Башкирської обласної контрольної комісії РКП(б) — народний комісар робітничо-селянської інспекції Башкирської АРСР. Член Центральної контрольної комісії ВКП(б) у 1925—1930 роках.

## Життєпис
Народився в селянській родині. Закінчив парафіяльну школу. Навчався в Ірмлавській семінарії, потім у початковій школі міста Цесіса, де закінчив річні педагогічні курси.
З 1901 року працював вчителем у волосній школі Сунаксте, з 1903 року — у волосній школі Нерете Курляндської губернії.
Член РСДРП з 1903 року.
Брав участь у революційному русі, був організатором соціал-демократичних осередків. Учасник Вселатвійського вчительського з'їзду в місті Ризі в 1905 році.
Після поразки революції 1905 року виїхав до Німеччини, а звідти до Сполучених Штатів Америки, де працював на різних фабриках і заводах. Був членом Латиської соціал-демократичної федерації в США.
Після Лютневої революції 1917 року повернувся через Владивосток до Риги. З 1917 року працював у комісаріаті праці та в Раді профспілок міста Риги. У 1918 році опинився на території окупованої німцями Неретської волості Латвії.
У 1919 році — член виконавчого комітету Єкабпілської ради, завідувач Єкабпілського повітового відділу народної освіти, голова Революційного трибуналу Єкабпілсу в Радянській Латвії. З червня 1919 року — голова Ради народної освіти, охорони здоров'я та соціального забезпечення міста Лудзи; голова Революційного трибуналу Лудзи та член Лудзинського повітового комітету КП(б) Латвії.
З кінця 1919 року — секретар Ржевського повітового комітету РКП(б); завідувач Ржевського повітового відділу народної освіти Тверської губернії.
З грудня 1920 року — вчитель латиської дослідно-показової школи в Уфі; відповідальний секретар районного комітету РКП(б) міста Уфи. З весни 1921 року — член Уфимської губернської контрольної комісії РКП(б).
У 1922—1923 роках — завідувач Уфимської губернської радпартшколи; завідувач Башкирської обласної радпартшколи І і ІІ ступенів.
У 1923—1926 роках — голова Башкирської обласної контрольної комісії РКП(б) — народний комісар робітничо-селянської інспекції Башкирської АРСР.
У 1926—1928 роках — керівник групи Народного комісаріату робітничо-селянської інспекції РРФСР.
У 1928—1930 роках — заступник керівника інспекції радянського будівництва Народного комісаріату робітничо-селянської інспекції РРФСР.
З 1 січня 1931 по листопад 1932 року — консул СРСР у місті Виборгу (Фінляндія).
До листопада 1937 року — директор Центрального військово-історичного архіву Робітничо-селянської Червоної армії (РСЧА) в Москві.
30 листопада 1937 року заарештований органами НКВС. Військовою колегією Верховного суду СРСР 1 вересня 1938 року засуджений до страти, розстріляний того ж дня на полігоні «Комунарка» біля Москви.
4 серпня 1956 року посмертно реабілітований ухвалою Військової колегії Верховного суду СРСР.